# Diagram związków encji

Przykłady diagramów ER w różnych notacjach

Diagram związków encji (ang. entity-relationship diagram – ERD) – rodzaj graficznego przedstawienia związków pomiędzy encjami używany w projektowaniu systemów informacyjnych do zademonstrowania konceptualnych modeli danych używanych w systemie.
Systemy CASE, które wspierają tworzenia tych diagramów, mogą na ich podstawie automatycznie tworzyć bazy danych odpowiadające relacjom na diagramie.
Diagram pokazuje logiczne związki pomiędzy różnymi encjami, związki te mają dwie cechy:
1. Opcjonalność – która mówi o tym, czy każda encja musi, czy też może wystąpić równocześnie z inną. Np. TOWAR musi zostać zakupiony przez co najmniej jednego KLIENTA, ale KLIENT może być nabywcą TOWARU. W reprezentacji graficznej linia przerywana oznacza opcjonalność związku, natomiast ciągła wymóg związku.
2. Krotność – określającą, ile encji wchodzi w skład związku:
  1. 1:1 („jeden do jeden”) – encji odpowiada dokładnie jedna encja,
  2. 1:N („jeden do wielu”) – encji odpowiada jedna lub więcej encji,
  3. M:N („wiele do wielu”) – jednej lub więcej encjom odpowiada jedna lub więcej encji.

W przypadku związków M:N często stosuje się normalizację diagramu, która polega na dodaniu encji pośredniczącej i zastąpienie związku M:N dwoma związkami 1:N z nową encją.